# Управление воздушных сил ВВС Израиля
Управление воздушных сил ВВС Израиля (ивр. להק האוויר‎) — основное подразделение штаба ВВС Израиля.
Управление отвечает за учебную деятельность, тренировки и текущую деятельность ВВС. Руководитель управления — офицер в звании «тат-алуф» (бригадный генерал).

## История
Управление было создано в начале 1970-х годов в рамках реорганизации под руководством командующего ВВС генерал-майора Бени Пеледа как реинкарнация авиагруппы, возглавляемой офицером в звании подполковника. 15 декабря 1983 года было создано Управление штаба ВВС и части обязанностей авиагруппы были переданы туда. В начале 1998 года, после публикации выводов комитета, расследовавшего обстоятельства катастрофы вертолета, было создано Управление вертолётного флота, которому были переданы обязанности, связанные с режимом полетов группы вертолетов.
В 2014 году управление было разделено и создано Управление воздушных операций, в которое была передана ответственность за оперативную деятельность корпуса.

## Главы управления
| Имя              | Срок полномочий | Примечание |
| ---------------- | --------------- | --- |
| Хайман Шамир     | 1948 — 1951     | Глава авиагруппы |
| Борис Сеньор     | 1951            | Глава авиагруппы |
| Дан Толковски    | 1951 — 1953     | В дальнейшем командующий ВВС                                                                                              |
| Даниэль Шимшони  | 1953 — 1954     | |
| Шломо Лахат      | 1954 — 1956     | Командир авиагруппы в Синайской войне                                                                                     |
| Эзер Вейцман     | 1956 — 1958     | В дальнейшем командующий ВВС, глава Оперативного управления Генштаба, Заместитель начальника Генштаба и Президент Израиля |
| Гидон Элром      | 1958 — 1961     | |
| Мордехай Ход     | 1961 — 1965     | В дальнейшем командующий ВВС                                                                                              |
| Менахем Бар      | 1965 — 1967     | Командовал во время Шестидневной войны                                                                                    |
| Биньямин Пелед   | 1967 — 1969     | В дальнейшем командующий ВВС                                                                                              |
| Йехезкель Сомеч  | 1969 — 1971     | Командовал во время Войны на истощение                                                                                    |
| Биньямин Пелед   | 1971 — 1973     | Второй срок |
| Давид Иври       | 1973 — 1975     | Командовал во время Войны Судного дня, в дальнейшем командующий ВВС                                                       |
| Рафи Хар-Лев     | 1975 — 1977     | |
| Амос Лапидот     | 1977 — 1979     | В дальнейшем командующий ВВС и президент Техниона                                                                         |
| Гиора Рам-Форман | 1979 — 1980     | |
| Амос Амир        | 1980 — 1982     | |
| Авиху Бин-Нун    | 1982 — 1983     | В дальнейшем командующий ВВС                                                                                              |
| Ашер Шанир       | 1983 — 1984     | |
| Герцль Будингер  | 1984 — 1985     | В дальнейшем командующий ВВС                                                                                              |
| Ран Горен        | 1985 — 1987     | В дальнейшем глава Управления кадров Генерального штаба                                                                   |
| Эйтан Бен-Элиягу | 1987 — 1989     | В дальнейшем командующий ВВС                                                                                              |
| Амир Нахуми      | 1989 — 1991     | |
| Гидон Шефер      | 1991 — 1993     | В дальнейшем глава Управления кадров Генерального штаба                                                                   |
| Дан Халуц        | 1993 — 1995     | В дальнейшем командующий ВВС и Начальник Генерального штаба                                                               |
| Авнер Наве       | 1995 — 1998     | |
| Йосеф Гонен      | 1998 — 2000     | |
| Элиэзер Шкеди    | 2000 — 2002     | В дальнейшем командующий ВВС                                                                                              |
| Идо Нехуштан     | 2002 — 2004     | В дальнейшем командующий ВВС                                                                                              |
| Амир Эшель       | 2004 — 2005     | В дальнейшем глава Управления планирования Генерального штаба и командующий ВВС                                           |
| Йоханан Локер    | 2005 — 2008     | В дальнейшем военный секретарь премьер-министра                                                                           |
| Нимрод Шефер     | 2008 — 2010     | В дальнейшем глава Управления штаба ВВС и глава Управления планирования Генерального штаба                                |
| Яаков Шахрабни   | 2010            | Исполняющий обязанности                                                                                                   |
| Хаги Тополянски  | 2010 — 2012     | В дальнейшем глава Управления кадров Генерального штаба                                                                   |
| Амикам Норкин    | 2012 — 2014     | В дальнейшем глава Управления планирования Генерального штаба и командующий ВВС                                           |
| Ярон Розен       | 2014            | Исполняющий обязанности                                                                                                   |
| Таль Кальман     | 2014 — 2015     | |
| Нир Баркан       | 2015 — 2017     | |
| Нир Нин-Нун      | 2017            | Исполняющий обязанности                                                                                                   |
| Амнон Эйн Дар    | 2017 — 2020     | |
| Амир Лазар       | 2020 — 2022     | |
| Матан Адин       | 2022            | Исполняющий обязанности                                                                                                   |
| Томер Дагани     | 2022 — н.в.     | |